# Deggendorf
Deggendorf – miasto powiatowe w Niemczech, w kraju związkowym Bawaria, w rejencji Dolna Bawaria, w regionie Donau-Wald, siedziba powiatu Deggendorf. Leży w Lesie Bawarskim, nad Dunajem, ok. 35 km od granicy niemiecko-czeskiej, przy autostradzie A3, A92, drodze B11 i linii kolejowej Ratyzbona – Zwiesel - Klatovy. 
Najbliżej położone duże miasta: Monachium ok. 150 km na zachód, Wiedeń - ok. 250 km na południowy wschód i Praga - ok. 250 km na północny wschód. Miasto nie zostało zburzone podczas II wojny światowej. 

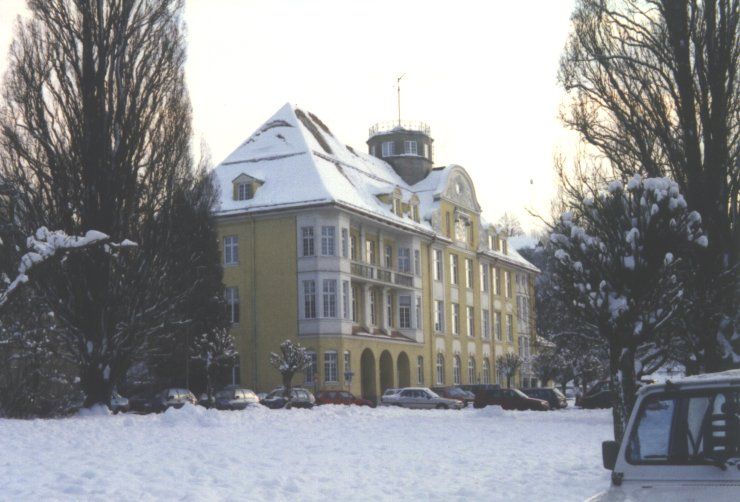
Gimnazjum Comenius

## Dzielnice
W skład miasta wchodzą następujące dzielnice: 
- Deggenau
- Fischerdorf
- Greising
- Mietraching
- Natternberg
- Schaching
- Seebach
- Eichberg

## Demografia
Dane o ludności z 31 grudnia 2008:
| Opis                                | Ogółem | Ogółem | Kobiety | Kobiety | Mężczyźni | Mężczyźni |
| ----------------------------------- | ------ | ------ | ------- | ------- | --------- | --------- |
| Jednostka                           | osób   | %      | osób    | %       | osób      | %         |
| Populacja                           | 31 561 | 100    | 16 426  | 52,05   | 15 135    | 47,95     |
| Wiek przedprodukcyjny (0–17 lat)    | 4883   | 15,47  | 2369    | 7,51    | 2514      | 7,97      |
| Wiek produkcyjny (18–65 lat)        | 20 157 | 63,87  | 10 261  | 32,51   | 9896      | 31,36     |
| Wiek poprodukcyjny (powyżej 65 lat) | 6521   | 20,66  | 3796    | 12,03   | 2725      | 8,63      |

## Polityka
Burmistrzem miasta jest Anna Eder z CSU, rada miasta składa się z 40 osób.
|      | CSU | SPD | FW | Zieloni | WAN | REP | FDP | JL | Razem |
| 2008 | 17  | 7   | 6  | 3       | 2   | 2   | 1   | 2  | 40    |
| 2002 | 23  | 7   | 5  | 2       | 2   | 1   | -   | -  | 40    |

## Współpraca
Miejscowości partnerskie:
- Austria: Neusiedl am See, od 1978
- Czechy: Písek, od 2008